# The Fortune Code
Pour plus de détails, voir Fiche technique et Distribution.
The Fortune Code (富貴兵團, Fu gui bing tuan) est un film d'action hongkongais réalisé par Kent Cheng et sorti en 1990 à Hong Kong.
Il totalise 17 527 234 HK$ de recettes au box-office.

## Synopsis
Durant la seconde guerre sino-japonaise, Wah Ying-hung (Andy Lau), détenu dans un camp de prisonnier, réussit à s'échapper pour retrouver sa petite amie et découvre qu'elle est devenue espionne. Après avoir rejoint les services secrets, il est renvoyé dans le camp avec la mission d'obtenir le code d'un compte en Suisse qui fournira des fonds pour sauver la Chine. La seule personne connaissant ce code est connue sous le nom de « Dieu de la fortune » et est un prisonnier du camp.

## Fiche technique
- Titre original : 富貴兵團
- Titre international : The Fortune Code
- Réalisation : Kent Cheng
- Scénario : Barry Wong et Wong Jing
- Photographie : Derek Wan, Gigo Lee et Ma Koon-wa
- Montage : Wong Ming-lam
- Musique : Richard Lo
- Production : Kent Cheng et Wallace Cheung
- Société de production : Movie Impact
- Société de distribution : Newport Entertainment
- Pays d'origine :  Hong Kong
- Langue originale : cantonais
- Format : couleur
- Genre : action
- Durée : 89 minutes
- Dates de sortie :
  -  Hong Kong : 19 janvier 1990
  -  Taïwan : 27 janvier 1990
  -  Corée du Sud : 19 mai 1990

## Distribution
- Andy Lau : Wah Ying-hung
- Sammo Hung : Frère Hung
- Anita Mui : Jone
- Alan Tam : Robin
- Max Mok : Petit Bonbon
- Michael Miu : Petit Robot
- Kent Cheng : Chocolat
- Eric Tsang : Runaway
- Frankie Chan (en) : le commandant blanc
- Charlie Cho (en) : Peter
- Austin Wai : Petite Tortue
- Ben Lam : Petit Dragon volant
- Wilson Lam : Cheval rouge
- Chung Fat : un soldat japonais
- Billy Lau : Donald Duck
- Ken Lo : un soldat japonais
- Eddie Chan : un soldat japonais
- Ridley Tsui : un officier japonais
- Charine Chan : une infirmière
- Jaime Chik (en) : une infirmière
- Joan Tong : une infirmière
- Sharon Kwok : une infirmière
- Jason Pai : le commandant vert
- Kirk Wong : Paul
- Gordon Liu : le commandant bleu
- Blackie Ko : Hideki Saijo
- Chen Kuan-tai : le chef de la triade
- Shing Fui-on : un prisonnier
- Natalis Chan : Dragon
- Lung Fong : Chai, le commandant du camp japonais
- Stephen Chan : l'assistant du commandant Kent
- Jassie Lam : un spectateur de la partie de jeu
- Bruce Mang : un prisonnier musclé